# Jüdischer Friedhof (Waren)

Der Jüdische Friedhof in Waren (Begräbnisplatz) 1880

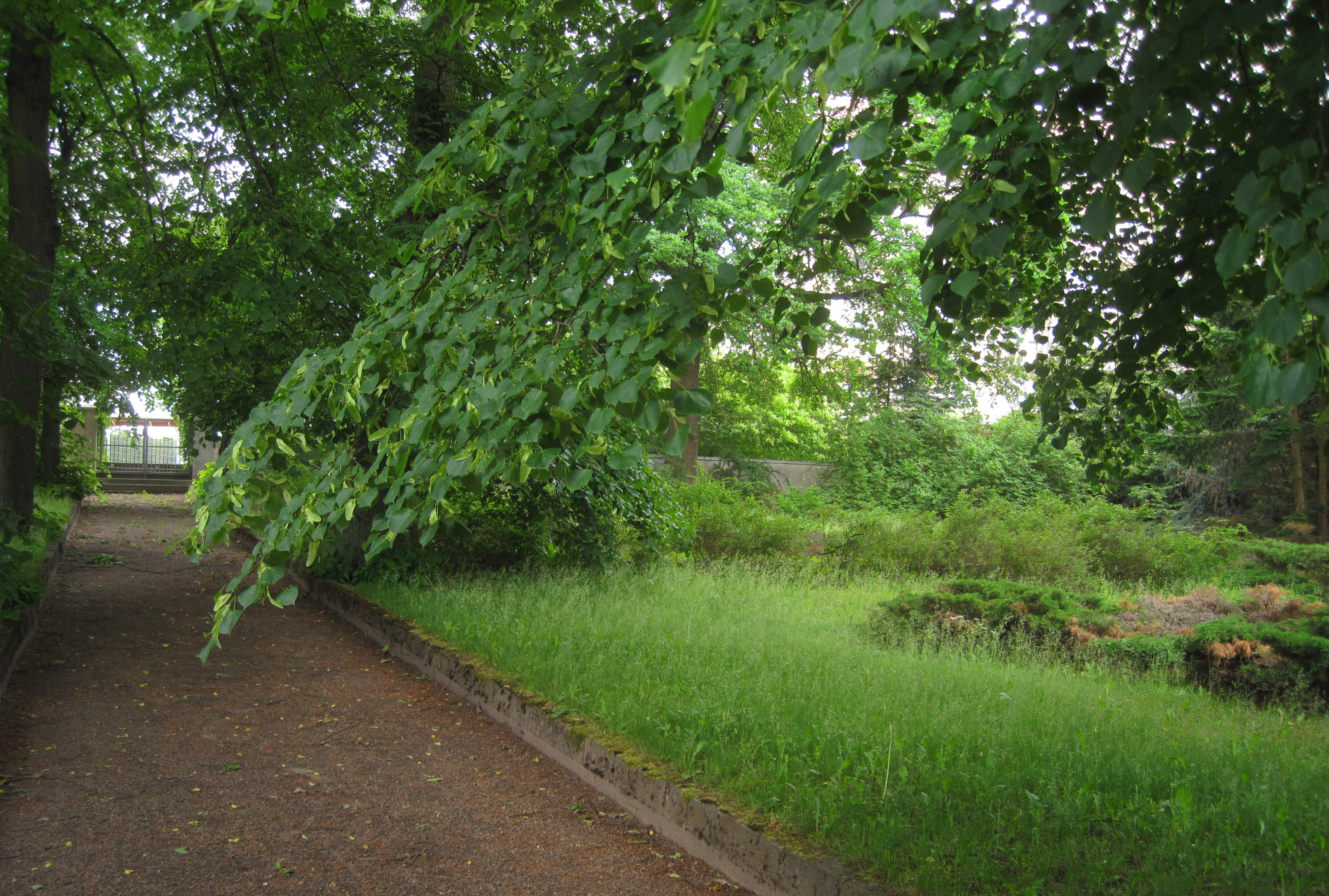
Der Friedhof als Grünanlage (2016)

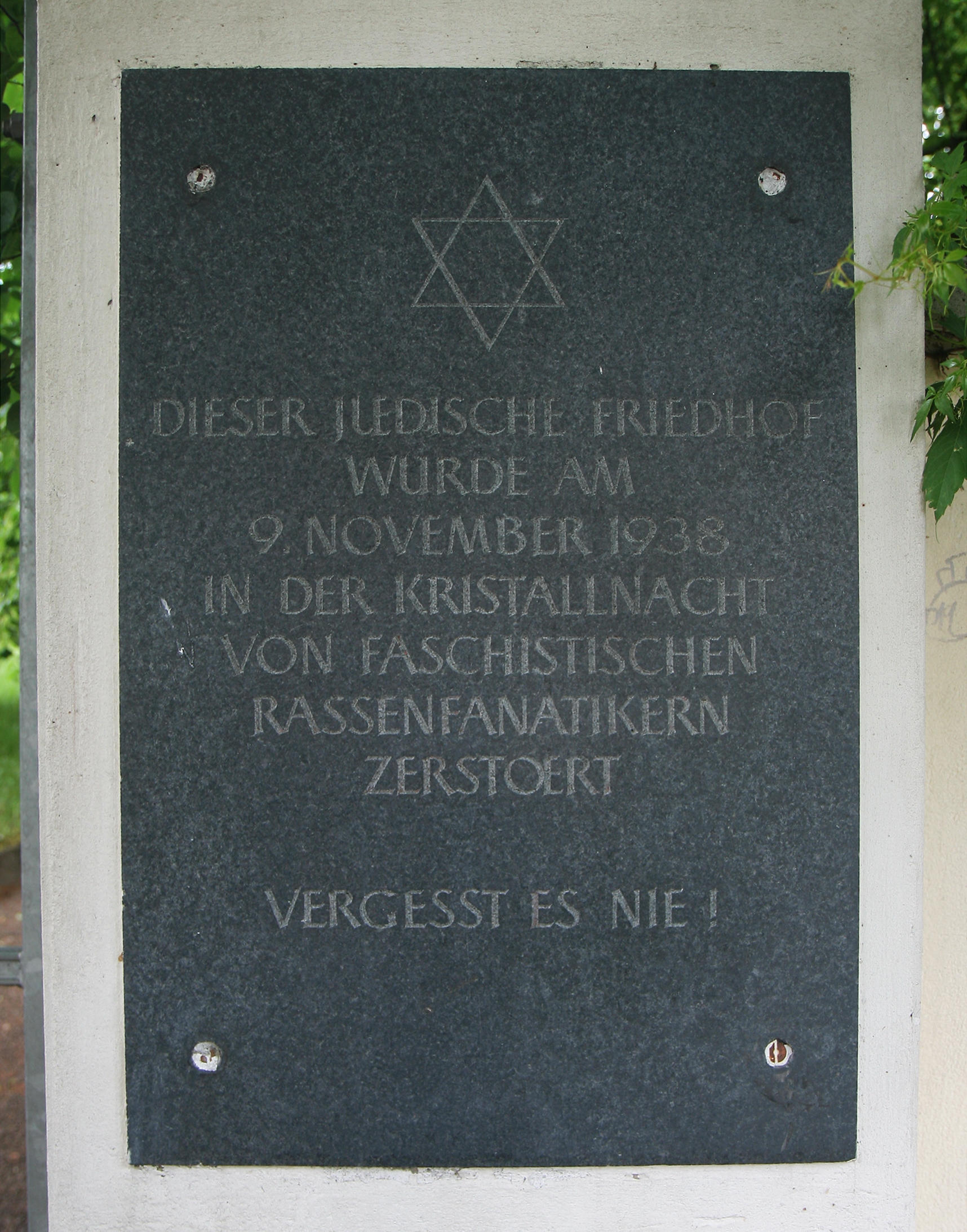
Gedenktafel am Portal

Der Jüdische Friedhof Waren (Müritz) in Waren (Müritz) im Landkreis Mecklenburgische Seenplatte in Mecklenburg-Vorpommern ist ein geschütztes Baudenkmal.

## Beschreibung
Der ehemalige Friedhof befindet sich zwischen Papenbergstraße und Feldstraße. Auf dem ca. 1400 m² großen parkartigen Gelände mit teilweise altem Baumbestand sind keine Grabsteine (Mazewot) mehr vorhanden. Im südlichen Teil befindet sich eine Gedenkstätte mit einem Mahnmal aus Travertin und der Inschrift: „Im stillen Gedenken an die Opfer des Faschismus“.
Jüdische Friedhöfe wurden in den amtlichen Karten als Begräbnisplatz bezeichnet und mit einem L statt einem † signiert. Meistens wurden sie weiter außerhalb der Städte oder Gemeinden angelegt, überwiegend an den Scheunenvierteln oder ähnlichen abgelegenen Orten.

## Geschichte
Die Zeit der Gründung des Friedhofes ist nicht bekannt, wird aber nur wenig nach der Ansiedlung der ersten Schutzjuden in den 1750er Jahren angelegt worden sein. Auf der Wiebekingschen Karte von 1786 ist er, wenn auch undeutlich, verzeichnet. 
Eine Erweiterung ist 1845/46 dokumentiert. Die jüdische Gemeinde in der Stadt erwarb im Januar 1846 ein Grundstück zur Vergrößerung des Friedhofes. Bis in die NS-Zeit wurden auf ihm Beisetzungen vorgenommen.
Seit der Reichspogromnacht im November 1938 erfolgte die völlige Verwüstung des Friedhofes. Bis 1942 wurden alle Grabsteine entfernt und zum Teil als Material an örtliche Steinmetze vergeben, ein anderer Teil zertrümmert als Wegaufschüttung verwendet. Im September 1948 wurde der verwilderte Friedhof als Grünanlage wieder hergerichtet. Erst 1960 erfolgte die Umgestaltung zu einem parkartigen Gelände mit einer neuen Umfassungsmauer. Dabei wurden in der alten Mauer verbaute Grabsteine, die noch erhalten waren, entsorgt. 1967 ließ die Stadt ein erstes Mahnmal errichten. Das 1984 in deren Mitte errichtete Mahnmal, eine Travertinstele mit Inschrift, ist eine Arbeit des ortsansässigen Bildhauers Walther Preik. Am Ufer des Tiefwarensees wurde 1999 ein Grabsteinfragment gefunden und geborgen.